# Harriet Burns (sopraan)
Harriet Burns is een Britse sopraan. Zij studeerde aan de Royal Academy of Music en aan de Guildhall School of Music and Drama in Londen, waar ze verder studeert aan de operaschool.

## Levensloop
Burns was te horen in verschillende producties met nieuwe muziek, waaronder ‘Offrandes’ van Varèse met Geoffrey Paterson tijdens de ‘Total Immersion’ reeks van de BBC en de Guildhall New Music Ensemble. Ze zong verschillende operarollen, onder meer in ‘The Hogboon’ van Sir Peter Maxwell Davies en de rollen van Eurydice in ‘L’Orphee’, Adina in ‘L’elisir d’amore’, Carolina in ‘Il Matrimonio Segreto’.
Op het Ryedale Festival in 2018 gaf ze recitals met pianisten Christopher Glynn en Ian Tindale. Met Tindale gaf ze tevens een recital op het Internationaal Lied Festival Zeist. Ze werkt ook samen met jonge stemmen en zij is de coach  van de koorzangers van St. Mary Merton.
Ze was onder meer Oxford Lieder Young Artist, Britten-Pears Young Artist en Wigmore Hall Chamber Tots Ensemble Artist.

## Prijzen en onderscheidingen
- In 2017 won zij de Paul Hamburger Liedprijs, waarmee ze een beurs won om aan het Franz-Schubert instituut te studeren.
- In 2018 won zij de Oxford Lieder Young Artists Platform[1]